# Prêmios da Cultura Galega
Os Prêmios da Cultura Galega são um conjunto de galardões concedidos pela Junta da Galiza a pessoas físicas ou jurídicas que destacassem nesse ano pelo seu labor em diversos campos artísticos. Os premiados são seleccionados por um jurado único formado por doze pessoas. 
Os prêmios convocaram-se por primeira vez no ano 2010, ainda que nasceram como continuação dos Prêmios Nacionais da Cultura Galega, criados em 2008 e que tiveram uma única edição. A diferença dos anteriores, os prêmios não tem dotação econômica.

## Categorias
Os prêmios distribuem-se em sete categorias:
- Prêmio Cultura Galega das Artes Plásticas
- Prêmio Cultura Galega das Artes Cênicas
- Prêmio Cultura Galega das Letras
- Prêmio Cultura Galega de Música
- Prêmio Cultura Galega às Iniciativas em prol do Patrimônio Cultural
- Prêmio Cultura Galega de Criação Audiovisual
- Prêmio Cultura Galega à Promoção Cultural da Galiza
- Prêmio Cultura Galega da Língua

## Premiados

### 2010
- Agustín Fernández Paz (renunciou ao galardão), Menchu Lamas, Eduardo Alonso, Fundação Barrié de la Maza, Editorial Galaxia, Orquestra Sinfônica da Galiza e Vaca Films

### 2011
- Arcadio López Casanova, Manuel Paz, Quico Cadaval, Fundação Aquae Querquennae Via Nova, Carlos Núñez, Rogelio Groba, María Pujalte.

### 2012
- Salvador García-Bodaño, Manuel Quintana Martelo, Grupo de Teatro Airiños,  Fundação Eduardo Pondal, Associação Internacional de Estudos Galegos, Manuel Rodeiro, Miguel Anxo Fernández.

### 2013
- Luz Pozo Garza, Fundação Granell, Associação Abrente - Mostra Internacional de Teatro de Ribadavia, Castro de Viladonga, Colégio Santiago Apóstolo de Buenos Aires, Juan Durán, Bambú Producciones, Associação PuntoGal.